# Пушћа
Пушћа је општина у Загребачкој жупанији, Хрватска. До територијалне реорганизације у Хрватској налазила се у саставу бивше велике општине Запрешић. Седиште општине је у насељу Доња Пушћа.

## Становништво
На попису становништва 2011. године, општина Пушћа је имала 2.700 становника, од чега у седишту општине, насељу Доња Пушћа 794.